# Fingolimod
Fingolimod (Handelsname Gilenya; Hersteller Novartis) ist ein Arzneistoff aus der Gruppe der Immunsuppressiva, der in der Behandlung der  Multiplen Sklerose (MS) eingesetzt wird.
Der Arzneistoff ist eine synthetische Nachbildung des natürlichen Wirkstoffs Myriocin. Myriocin stammt aus dem Pilz Isaria sinclairii. Fingolimod wirkt als Sphingosin-1-phosphat-Analogon. Es hält eine wichtige Untergruppe der weißen Blutkörperchen, die Lymphozyten, in den Lymphknoten zurück und senkt so die Zahl von Lymphozyten, die in das Zentralnervensystem einwandern und dort Nervenbahnen von Patienten mit MS schädigen könnten.

## Anwendungsgebiete (Indikationen)

### Multiple Sklerose (MS)
Fingolimod ist in der Europäischen Union (EU) zur Behandlung von Patienten mit hochaktiver, schubförmig-remittierender MS als Alternativtherapie nach einer Behandlung mit Interferon-Beta oder bei Patienten mit einer rasch fortschreitenden, schweren MS zugelassen. In der Schweiz ist der Arzneistoff zur Behandlung von Patienten mit schubförmig remittierender MS zur Senkung der Schubhäufigkeit und zur Verzögerung des Fortschreitens der Behinderung zugelassen.
Im November 2018 erhielt Novartis die Zulassung für Therapie von Kindern und Jugendlichen mit Multipler Sklerose.
In der abgeschlossenen Phase-II-Studie wurden 281 MS-Patienten behandelt. Nach sechs Monaten konnte eine Verringerung der aktiven Herde in der Kernspintomografie von bis zu 80 % (Median; im Mittel bis zu 60 %) sowie eine Reduktion der Schubrate von ca. 50 % im Vergleich zu Placebo festgestellt werden. In einer 18-monatigen offenen Anschlussstudie konnte gezeigt werden, dass die festgestellten positiven Effekte über diesen Zeitraum anhielten.
In Entwicklungsphase III wurde seit 2006 bei Patienten mit einer schubförmig remittierender Verlaufsform untersucht, ob die in der Phase II beobachteten Wirkungen über längere Zeit stabil bleiben und ob eine Behandlung mit Fingolimod die Entwicklung der mit der MS verbundenen Behinderung verlangsamen kann. Diese Studien wiesen eine Wirksamkeit hinsichtlich Schubrate und Fortschreiten der Behinderung nach.
Bis Ende 2014 wurde Fingolimod erfolglos als Behandlungsoption für Patienten mit primär-progredienter Multipler Sklerose untersucht.

### Nierentransplantation
Novartis testete Fingolimod auch in Kombination mit Ciclosporin zur Unterdrückung der Abstoßungsreaktion nach Nierentransplantation. In der klinischen Prüfung der Phase III zeigten sich jedoch Nebenwirkungen (Makula-Ödeme) besonders bei Diabetikern mit Prädisposition zu diabetischer Retinopathie. Zusätzlich trat eine leichte Funktionseinschränkung der frisch transplantierten Nieren auf. Da die Unterdrückung der Abstoßungsreaktion mit Fingolimod nicht besser war als die in der Kontrollgruppe mit Mycophenolatmofetil, wurde die Entwicklung von Fingolimod für die Transplantationsmedizin eingestellt.

## Unerwünschte Wirkungen (Nebenwirkungen)
Fingolimod senkt die Anzahl der weißen Blutkörperchen. Diese Wirkung ist für die Behandlung der MS erwünscht. Weiße Blutkörperchen sind jedoch auch zur Abwehr von Infektionen erforderlich. Eine Behandlung mit Fingolimod könnte zu einer höheren Anfälligkeit für Infektionen führen. Bereits bestehende Infektionen könnten sich verschlechtern. 2008 wurden zwei Fälle von schwerwiegenden Infektionen unter Fingolimod bekannt. Ein MS-Patient starb an Windpocken, während ein zweiter Patient eine lebensbedrohliche Herpes-Enzephalitis entwickelte. In beiden Fällen gab es allerdings Begleitumstände, die den Verlauf der Infektionen möglicherweise ungünstig beeinflusst haben: Der erste Patient wurde zeitgleich mit hohen Glucocorticoid-Dosen behandelt, während die antivirale Behandlung des zweiten Patienten nur mit Verzug begonnen wurde.
Die FDA warnte bereits in 2013 vor dem erhöhten Risiko der Entwicklung einer progressiven multifokalen Leukenzephalopathie (PML) unter Fingolimod. Im Januar 2016 machte der Hersteller Novartis in einem Rote-Hand-Brief (RHB) auf das PML-Risiko aufmerksam.
In einem RHB vom September 2019 machte Novartis darauf aufmerksam, dass aufgrund des Risikos für angeborene Fehlbildungen bei Föten Fingolimod kontraindiziert ist während der Schwangerschaft und bei Frauen im gebärfähigen Alter, die keine wirksame Verhütungsmethode anwenden.
Eine Übersicht über die RHB der vergangenen Jahre findet sich auf der WebSite der Arzneimittelkommission der deutschen Ärzteschaft.
Auch kardiale Nebenwirkungen werden beschrieben: Bei dauerhafter Behandlung kann es zu einem moderaten Anstieg des Blutdrucks kommen. Nach der ersten Einnahme von Fingolimod kann ein deutlicher Abfall der Herzfrequenz (Bradykardie) und Abnahme der atrioventrikulären Erregungsleitung beobachtet werden. Diese Wirkung bildet sich normalerweise nach einigen Stunden zurück und tritt bei kontinuierlicher Einnahme des Arzneistoffs nicht erneut auf. Nachdem einzelne Fälle von schweren Herz-Kreislauf-Störungen bekannt geworden waren, wurde im Januar 2012 als Maßnahme eine entsprechende Therapieüberwachung empfohlen: bei allen Patienten ist innerhalb der ersten 6 Stunden nach Therapiebeginn laufend Herzfrequenz, Blutdruck und EKG zu kontrollieren, gegebenenfalls muss die Überwachung auch darüber hinaus weitergeführt werden. Nach einer Nutzen-Risiko-Bewertung seitens der Europäischen Arzneimittelagentur (EMA) soll Fingolimod ferner möglichst nicht gleichzeitig mit Medikamenten verabreicht werden, die die Herzfrequenz verlangsamen und möglichst nicht bei Patienten mit bestimmten Herzerkrankungen angewendet werden. Im Januar 2013 verschickte der Hersteller Novartis erneut in einem (Rote-Hand-Brief) eine überarbeitete Empfehlung, wann die Überwachung analog zur Erstgabe von Fingolimod wiederholt werden sollte.
Im November 2013 informierte der Hersteller Novartis in einem Rote-Hand-Brief über zwei Fälle eines hämophagozytischen Syndroms (HPS) mit Todesfolge bei mit Fingolimod behandelten Patienten.
Bei einigen Patienten wurden Schwellungen im zentralen Sehbereich des Augenhintergrunds beobachtet (Makulaödem). Ein Makulaödem kann Sehstörungen auslösen.

## Pharmakologische Eigenschaften

### Wirkungsmechanismus (Pharmakodynamik)
Im Gegensatz zu vielen bisher verfügbaren immunsuppressiven Medikamenten werden durch Fingolimod die Immunzellen nicht abgetötet oder an der Vermehrung gehindert. Stattdessen hemmt Fingolimod die Wanderung von Lymphozyten aus den lymphoiden Organen ins Blut und senkt so die Zahl entzündungsfördernder Lymphozyten, die im Zentralnervensystem schädigend wirken könnten.
Fingolimod wird nach Einnahme durch das Enzym Sphingosin-Kinase-2 zu FTY720-Phosphat (FTY720-P) umgebaut, das dann an die auf Zelloberflächen vorhandenen Sphingosin-1-phosphat-(S1P)-Rezeptoren S1P1, S1P3, S1P4, und S1P5 binden kann. Wesentlich für den Wirkmechanismus von FTY720-P ist vor allem der S1P1-Rezeptor auf T- und B-Lymphozyten. S1P1-Rezeptoren werden von FTY720-P 'internalisiert', das heißt, aus der Zellmembran ins Innere der Zelle verlagert und abgebaut. Dieser Abbau ist für die Hemmung der S1P1-abhängigen Auswanderung der Lymphozyten aus den Lymphknoten ins Blut und die infolgedessen verminderte Einwanderung entzündungsfördernder Zellen in periphere Organe und ins Zentralnervensystem verantwortlich.

## Frühe Nutzenbewertung
Seit 2011 müssen sich – in Deutschland – neu zugelassene Medikamente mit neuen Wirkstoffen aufgrund § 35a SGB V (AMNOG) einer frühen Nutzenbewertung durch den Gemeinsamen Bundesausschuss (G-BA) unterziehen, wenn der pharmazeutische Hersteller einen höheren Verkaufspreis als nur den Festbetrag erzielen möchte. Nur wenn ein Zusatznutzen besteht, kann der Arzneimittelhersteller mit dem Spitzenverband der gesetzlichen Krankenkassen einen Preis aushandeln. Dies gilt auch für Fingolimod. Eine Beschlussfassung hinsichtlich des „Zusatznutzen“ von Fingolimod durch den G-BA fand Ende März 2012 statt. Laut G-BA wurde dem Wirkstoff Fingolimod Anhaltspunkte für einen geringen Zusatznutzen durch eine statistisch signifikante Reduktion grippeähnlicher Symptome bei Patienten mit einem fortschreitenden schweren schubförmig remittierenden Verlauf bestätigt. Die Geltungsdauer des Beschlusses wurde allerdings aufgrund eines erhöhten Risikoprofils sowie des schwachen Nutzenbelegs auf drei Jahre befristet. In einer neuen Nutzenbewertung kommt das IQWiG im März 2016 zum Ergebnis: kein Anhaltspunkt für Zusatznutzen im neuen Anwendungsgebiet. Der Gemeinsame Bundesausschuss (G-BA) aber fasst den abschließenden Beschluss über das Ausmaß des Zusatznutzens.

## Geschichtliches
Anfang der 1990er-Jahre entdeckte ein japanisches Forscherteam der Universität Kyōto die immunsuppressive Wirkung von Myriocin. Myriocin wurde chemisch zu FTY720 (Fingolimod) verändert und so eine bessere Verträglichkeit erzielt. 1997 lizenzierte das japanische Unternehmen Yoshitomi Fingolimod an Novartis aus. Der Arzneistoff wurde zunächst in Kombination mit Cyclosporin zur Unterdrückung der Abstoßungsreaktion nach Nierentransplantation klinisch getestet; später wurde die Entwicklung von Fingolimod für die Transplantationsmedizin jedoch eingestellt.
Die Erstzulassungen des Wirkstoffs für MS erfolgten 2010 in Russland und den USA. 2011 wurde Fingolimod auch in der Schweiz und in der EU zugelassen.

## Handelsnamen
Der Handelsname von Fingolimod ist Gilenya. Novartis hatte zuvor den Namen Gilenia bekanntgegeben, änderte ihn aber später auf die heutige Form ab.